# Mint Airways
Mint Airways era uma companhia aérea com sede em Madrid, Espanha.

## História
A Mint Airways foi fundada em 3 de junho de 2009 pela Inter-Flights - parte da International Flights Network SA, uma empresa espanhola com sede em Madrid. Ele começou a operar serviços de fretamento do aeroporto de Madrid-Barajas usando uma aeronave Boeing 757.
A companhia aérea logo adicionou outro 757 à sua frota e, no final de 2010, um McDonnell Douglas MD-83 de Swiftair também fez parte da companhia aérea, embora apenas por um breve período. Durante os primeiros dezoito meses de operação, a Mint Airways obteve contratos de arrendamento com tripulação para Thomas Cook Airlines, Atlas Blue, Royal Air Maroc, Air Mediterranee, Axis Airways, Nouvelair, Tunisair, Blue Panorama, Air Italy e Spanair.  Junto com Pullmantur Aire a Iberworld também encontrou um nicho no lucrativo transporte de peregrinos do Sudeste Asiático para Haja.
A Mint Airways começou a enfrentar dificuldades financeiras depois que a Comtel Air, uma companhia aérea austríaca com a qual tinha um contrato de leasing, e entrou com pedido de falência no final de 2011. Após um escândalo no qual a tripulação da Comtel Air pediu aos passageiros retidos que pagassem pelo combustível da aeronave,  Mint Airways iniciou uma ação legal contra a Comtel.
A Mint Airways tornou-se insolvente em 22 de maio de 2012, menos de três anos após o seu início. Após isso, a empresa encerrou suas operações.

## Frota
A frota da Mint Airways consistia nas seguintes aeronaves:
| Aeronaves      | Total | Notas |
| -------------- | ----- | ----- |
| Boeing 757-200 | 2     |       |
| Total          | 2     |       |